# Diego Jaume Favaro
Diego Jaume Favaro (Montevideo, 9 d'octubre de 1973) és un exfutbolista uruguaià, que ocupava la posició de defensa.
Té la doble nacionalitat uruguaiana i neerlandesa. Això és degut al fet que sent un infant, va d'haver d'emigrar amb la seua família als Països Baixos, a causa de la dictadura militar que hi havia a l'Uruguai entre 1973 i 1985. El mateix pare del futbolista va ser pres polític entre 1975 i 1978.

## Trajectòria
Va iniciar la seua carrera en els clubs Buceo i Bella Vista de l'Uruguai. L'estiu de 1999 fitxa pel CD Numancia, amb qui milita durant quatre temporades entre Primera i Segona Divisió, en les quals hi gaudiria de minuts, tot i no consolidar-se de titular.
El 2003 retorna al seu país per formar amb Defensor Sporting. Dos anys després s'incorpora al Club Nacional, amb qui guanya el títol domèstic. A la temporada 07/08 retorna a la competició espanyola al fitxar per l'Hèrcules CF. El conjunt valencià militava a la Segona Divisió i el defensa va jugar 30 partits i va marcar quatre gols. En finalitzar la campanya, va penjar les botes.